# Dziewczyny z Dubaju (film)
Dziewczyny z Dubaju – dramat erotyczno-sensacyjny z 2021 roku w reżyserii Marii Sadowskiej, ekranizacja książki Piotra Krysiaka o tym samym tytule. Inspiracją do powstania filmu była tzw. afera dubajska. 
Film miał premierę 26 listopada 2021. W pierwszy weekend po premierze obejrzało go 278 tys. 893 widzów, co było najlepszym wynikiem polskiego filmu w 2021. 4 stycznia 2022 poinformowano, że film obejrzało w kinach ponad 1 mln osób; ostatecznie był najczęściej oglądaną polską produkcją w kinach w 2021, za co został nagrodzony Bursztynowymi Lwami podczas 47. FPFF w Gdyni.

## Obsada
- Paulina Gałązka-Sandemo jako Emi
- Katarzyna Figura jako Dorota Kinia
- Katarzyna Sawczuk jako Marianna Kinia, córka Doroty
- Olga Kalicka jako Kamila
- Giulio Berruti jako Sam
- Józef Pawłowski jako Bartek
- Andrea Preti jako Bahir
- Iacopo Ricciotti jako Carlito
- Luca Molinari jako Santino
- Tomasz Sobczak jako Dymitr
- Beata Ścibakówna jako matka Bartka
- Jan Englert jako ojciec Bartka
- Aleksandra Justa jako matka Emi
- Michał Wolny jako Janek, chłopak Kamili
- Grzegorz Ciągardlak jako polityk w Cannes

## Lista nagród i nominacji
| Rok  | Nagroda            | Kategoria                                                    | Wynik   |
| ---- | ------------------ | ------------------------------------------------------------ | ------- |
| 2022 | Nagroda Filmwebu   | Że co!? („Moczna” orgia)                                     | Wygrana |
| 2022 | 47. FPFF           | „Bursztynowe Lwy”, nagroda za największy sukces frekwencyjny | Wygrana |
| 2023 | Bestsellery Empiku | Film polski                                                  | Wygrana |